# Mistrzostwa Azji we Wspinaczce Sportowej 2010
Mistrzostwa Azji we Wspinaczce Sportowej 2010 – 19. edycja Mistrzostw Azji we wspinaczce sportowej, która odbyła się w dniach 16–19 września 2010 w chińskim Changzhi.
Podczas zawodów wspinaczkowych zawodnicy i zawodniczki rywalizowali w 6 konkurencjach.

## Konkurencje
Mężczyźni
- bouldering, prowadzenie i na czas

Kobiety
- bouldering, prowadzenie i na czas

## Uczestnicy
Zawodnicy i zawodniczki podczas zawodów wspinaczkowych w 2010 roku rywalizowali w 6 konkurencjach. Łącznie do mistrzostw Azji zgłoszonych zostało 156 wspinaczy (każdy zawodnik miał prawo startować w każdej konkurencji o ile do niej został zgłoszony i zaakceptowany przez IFCS i organizatora zawodów). W klasyfikacji medalowej  mistrzostw Azji zwyciężyli Koreańczycy; zdobywając łącznie 7 medali (w tym 3 złotych, 2 srebrne oraz 2 brązowe).
| Lp.   |           | ↓ Uczestnicy – konkurencje → |    | bouldering | prowadzenie | na czas |
| ----- | --------- | ---------------------------- | -- | ---------- | ----------- | ------- |
| 1.    | Mężczyźni | 32                           | 34 | 26         |             |         |
| 2.    | Kobiety   | 23                           | 22 | 19         |             |         |
| Razem | Razem     | Razem                        | 55 | 56         | 45          |         |

## Medaliści
| Konkurencja   | Złoto                             | Srebro                          | Brąz                          |
| ------------- | --------------------------------- | ------------------------------- | ----------------------------- |
| Mężczyźni     |                                   |                                 |                               |
| bouldering.   | Korea Południowa · Min Hyun-bin   | Japonia · Tsukuru Hori          | Japonia · Keita Mogaki        |
| prowadzenie.  | Korea Południowa · Min Hyun-bin   | Korea Południowa · Son Sang-won | Japonia · Kazuma Watanabe     |
| wsp. na czas. | Kazachstan · Aleksandr Nigmatulin | Iran · Omid Sheikhbahaei        | Iran · Mohsen Mohammadinegad  |
| Kobiety       |                                   |                                 |                               |
| bouldering.   | Japonia · Akiyo Noguchi           | Korea Południowa · Kim Ja-in    | Korea Południowa · Sin Un-son |
| prowadzenie.  | Korea Południowa · Kim Ja-in      | Japonia · Akiyo Noguchi         | Korea Południowa · Sin Un-son |
| wsp. na czas  | Chiny · He Cuilian                | Chiny · Yang Wang               | Chiny · Li Chunhua            |

## Klasyfikacja medalowa
* Gospodarz zawodów został zaznaczony tym kolorem.
| Miejsce           | Reprezentacja     | Złoto | Srebro | Brąz | Razem |
| ----------------- | ----------------- | ----- | ------ | ---- | ----- |
| 1                 | Korea Południowa  | 3     | 2      | 2    | 7     |
| 2                 | Japonia           | 1     | 2      | 2    | 5     |
| 3                 | Chiny             | 1     | 1      | 1    | 3     |
| 4                 | Kazachstan        | 1     | 0      | 0    | 1     |
| 5                 | Iran              | 0     | 1      | 1    | 2     |
| Ogółem (5 państw) | Ogółem (5 państw) | 6     | 6      | 6    | 18    |